# Масачусет
Масачусети су алгонквински народ, који је пре контакта се Енглезима насељавао централни део обале  данашње америчке државе Масачусетс око Залива Масачусетс, где се данас налази град Бостон. На северу њихова територија се простирала све до Салема, на југу до Маршфилда и Броктона, а на западу до река Чарлс и Сиконк. Масачусетски језик којим су говорили припада јужно-новоенглеској подгрупи источне групе алгонквинских језика.
У Бостону и његовој околини 2011. је живело мање од 100 Масачусета. Они су подељени између два државно призната племена: „Индијанци који се моле града Натика” и „Масачусет-Понкапог племенско веће”.

## Етнографија
Масачусети су нестали као организовано племе, пре него што су били добро проучени. Њихов начин живота је био сличан животу суседних алгонквинских народа са новоенглеске обале. Узгајали су кукуруз, бундеву, пасуљ и дуван, бавили су се и ловом и риболовом, сезонски су се селили за изворима хране између утврђених места.
Летња села налазила су се у близини обале, састојала су се од дугих кућа средње величине, док су се зимски ловачки логори састојали од породичних Вигвама. Народ је био подељен на племена, свако под вођством свога сахема. Политички су племена Масачусета билa независна, а сахем је могла бити и жена. Сахемство је обично било наследно и преносило се са оца на сина.

## Племена
Спек (1928) идентификује 6 главних племена која су називана према њиховима сахемима (поглавицама), а два од њих су даље подељена на мање скупине. То су:
- 1) Чикатубет, били су насељени у крајевима јужно од реке Чарлс и на западу до Понкапог Понда, а деле се на: 
Вомпатак и
Абатинива
- 2) Нанопашемет, били су насељени на целом подручју северно од реке Чарлс, деле се на: 
Винепуркит, били су насељени око Дир Ајленда и Бостон Харбора;
Вонохаквахаму, били су насељени око Челсија и Согуса;
Монтовампејт, били су насељени око Лина и Марб`лхеда
- 3) Манетаква, били су насељени око Наханта и Свомпскота.
- 4) Кејто, били су насељени 8 километара источно од реке Конкорд.
- 5) Нахатон, били су насељени око Натика.
- 6) Кучамекин, били су насељени око Дорчестера, Садберија и Милтона.

## Историја
Први контакт са Европљанима је највероватније био сусрет са Ђованијем Каботоом 1497. По имену их је први поменуо Џон Смит, који је оставио вредне записе о њима, док је 1614. истраживао обалу Нове Енглеске.
Неколико година пре доласка првих Пуританаца 1614, у време контакта са првим енглеским и француским истраживачима, било их је око 3.000 и били су насељени у двадесетак села. Када су бродом Мејфлауер 1620. допловили први пуритански досељеници било их је око 800, а око 1631. број им је смањен на 500. Масачусети су један од домородачких народа који је био најтеже погођен епидемијама болести које су им пренели Европљани, у епидемији из 1616-1619 верује се да је умрло око 90% укупног становништва. Истовремено и нека непозната непријатељска племена са севера нападала су њихова села.
Односи између енглеских досељеника и Масачусета су углавном били пријатељски, са изузетком сукоба код Весагусета, данашњег Вејмута који су изазвали Пуританци. Мисионар Џон Елиот се 1646. населио међу Масачусете у градић Роксбури (1868. је постао насеље града Бостона) где је почео да проповеда. Он је научио масачусетски језик, и на њега је 1663. превео Библију. Писменост се брзо ширила међу Масачусетима, јер су је међу елитом и остатком становништва ширили описмењени масачусетски проповедници и наставници. Сачувани су бројни црквени документи, петиције, приватна писма, административни документи молитвених градова и други документи писани на масачусетском језику. Убрзо након доласка Џона Елиота преживели Масачусети се са осталим покрштеним Индијанцима („Индијанци који се моле”) Нипмацима и Поканокетима (племе Вампаноага) насељавају у молитвене градове. Индијанци Нове Енглеске, населили су укупно 14 молитвених градова. Натик први хришћански индијански град је 1651. основао Џон Елиот и у њему је до краја свога живота држао проповеди.
Након напада мохочких ратника на „Индијанце који се моле” код Бостона 1665, сахем Вомпатак прикључује се рату између новоенглеских Индијанаца и Мохока, да би 1669. предводио напад на њихово село Гандвагу. Након неуспешног напада на мохочко село, при повратку кући, у нападу из заседе на његове ратнике, он гине. Његов син Чарлс Џосаја 1671. постаје сахем.
На почетку Рата краља Филипа 1675, многи Индијанци из молитвених градова су се придружили Филиповом устанку. Од оних Индијанаца који су преостали у околини највећег молитвеног града Натика, Пуританци су успели да пронађу 500. Они су затим пресељени на острво у Бостонској луци. Током рата постојала је непрестана опасност да ће Енглези масакрирати Индијанце. Постојала је нетрпељивост између Индијанаца хришћана и других домородаца, јер се Индијанци хришћани већином нису придружили устанку, а многи су се добровољно пријавили да буду извиђачи и водичи енглеским војницима. Иако је њихова помоћ била значајна током 1676. у њихову лојалност су Енглези сумњали. Често су их злостављали и намерно убијали енглески војници на чијој страни су ратовали.
До 1677. преостало је само 7 од 14 молитвених градова и само око 300 „Индијанаца који се моле”. Многе су убили колонијални војници или су погинули у ратовима или су протерани. Непрестан пад њиховог броја ипак није довео до њиховог нестанка. Потомци „Индијанаца који се моле” из Понкапога и данас живе у близини градова Кантон, Матапан и Менсфилд у Масачусетсу, држави која је по њима добила име.